# Erythrodiplax anomala
Erythrodiplax anomala ist eine Libellenart aus der Unterfamilie Sympetrinae. Nachgewiesen ist sie in Argentinien sowie in den brasilianischen Bundesstaaten Rio de Janeiro und São Paulo. Die Larve wurde erst 1991 beschrieben.

## Merkmale
Vertreter von Erythrodiplax anomala haben einen ziemlich dünnen, spindelförmigen Hinterleib (Abdomen). Er ist schwarz und auf dem ersten Segment mäßig weißlichblau bereift. Auf den Segmenten zwei bis sieben ist die Bereifung sehr dicht. Segment acht bis zehn sowie die Hinterleibsanhänge sind tief schwarz.
Bei ausgefärbten männlichen Tieren ist der Thorax ganz schwarz und auf der Oberseite dicht, seitlich etwas dünner weißlichblau bereift. Bei Jungtieren und Weibchen ist der Thorax vorne gelblich und weist eine dunkle, der Mittelnaht genäherte, schmale und etwas diffuse Binde auf, die bis zu Dreiviertel der Höhe einnimmt. Dazu kommt unten ein sehr dunkler und breiter, nach oben etwas diffuser und verschmälerter Schulterstreif, der oben mit der medianen Binde zusammenfließt. Zahlreiche Chagrinpunkte bis etwas über die Schulternaht runden das Bild ab.
Die Beine sind schwarz. Die Flügel sind durchsichtig mit einem bräunlichschwarzen Flügelmal (Pterostigma), das von schwarzen Adern umrandet ist. Am Ansatz des Flügels befindet sich ein scharf begrenzter goldgelber Fleck.
Im Gesicht sind ausgefärbte Männchen vornehmlich schwarz. Das Epistom ist hellgelb, die Stirn (Frons) lebhaft blaumetallisch, mäßig tief punktiert und ohne deutliche Vorderkante. Der Scheitel (Vertex) ist blaumetallisch. Bei Jungtieren und Weibchen sind das Gesicht und die Lippen braungelb, Stirn und Scheitel blaumetallisch.

## Belege
1. ↑  Charles W. Heckman: Encyclopedia of South American Aquatic Insects: Odonata - Anisoptera. Springer Netherlands, 2006, ISBN 978-1-4020-4802-9, S. 259.
2. ↑  Garrison, Ellemrieder, Louton: Dragonfly Genera of the New World [S. 241f], The Johns Hopkins University Press, Baltimore 2006, ISBN 0801884462
3. 1 2 3 4   Friedrich Ris: Libellulinen; monographisch bearbeitet von Dr. F. Ris [S. 514] in Edmond de Selys-Longchamps Collections zoologiques; catalogue systematique et descriptif.